# Nikol Kaletka
Nikol Kaletka (* 6. Februar 1995 in Racibórz) ist eine polnische Fußballspielerin, die von 2014 bis 2022 auch für die Nationalmannschaft spielte.

## Karriere

### Vereine
Kaletka spielte im Seniorinnenbereich zunächst von 2014 bis 2017 für den KKS Czarni Sosnowiec in der Ekstraliga Kobiet, der höchsten Spielklasse im polnischen Frauenfußball. In ihren Punktspielen erzielte sie insgesamt 38 (10, 18, 10) Tore.
Anschließend spielte sie für den Ligakonkurrenten Medyk Konin, für den sie bis zum 15. November 2021 (11. Spieltag), dem Ende der Hinrunde, 29 Tore erzielte. Mit der Mannschaft gewann sie am 19. Juni 2019 den nationalen Vereinspokal, Puchar Polski genannt; im Städtischen Stadion von Łódź wurde der KKS Czarni Sosnowiec mit 4:3 bezwungen. Sie verließ den Verein in der Winterpause, nachdem ihr Vertrag einvernehmlich aufgelöst worden war.
Nach Sosnowiec zurückgekehrt, spielt sie seit dem 6. März 2021 (12. Spieltag), dem Beginn der Rückrunde, ein zweites Mal für den Kolejowy Klub Sportowy Czarni Sosnowiec. Mit ihren neun Einsätzen bis zum 29. Mai 2021 (22. Spieltag) und einem Tor an diesem letzten Spieltag, beim 3:0-Sieg im Heimspiel gegen den Sportis KKP Bydgoszcz, trug sie zur Meisterschaft bei. Auch den Puchar Polski gewann sie mit ihrer Mannschaft, die am 5. Juni 2021 im Polonia-Warschau-Stadion den UKS SMS Łódź per Strafstoß durch Martyna Wiankowska in der 25. Minute bezwang. Dieser Erfolg konnte am 26. Mai 2022 in Puławy wiederholt werden; beim 4:0-Sieg über die Frauenfußballmannschaft von Śląsk Wrocław traf Kaletka zum 2:0 in der 53. Minute. Ihr vorerst letztes Punktspiel bestritt sie am 16. März 2025 (15. Spieltag); im Pokalwettbewerb befindet sie sich mit ihrer Mannschaft im Halbfinale, das am 23. April gegen den APLG Gdańsk ausgetragen wird.

### Nationalmannschaft
Kaletka kam als Nationalspielerin für den PZPN in der U17-Nationalmannschaft am 10. April 2010 in der Gruppe C der zweiten Qualifikationsrunde bei der 1:4-Niederlage gegen die U17-Nationalmannschaft Schwedens das erste Mal mit Einwechslung in der 57. Minute für Sandra Lichtenstein zum Einsatz. In den abschließenden zwei Gruppenspielen (1:1 vs. Irland am 13. April 2010, 2:2 vs. Ukraine am 15. April 2010) wurde sie ebenfalls berücksichtigt, wie auch in den drei Spielen der Gruppe A im April 2011, in der sie im ersten Spiel, beim 3:1-Sieg über die U17-Nationalmannschaft Schwedens, das Tor zum Endstand in der 71. Minute erzielte. Im Oktober 2011 und im April 2012 kam sie in drei Spielen der ersten und in zwei Spielen der zweiten Qualifikationsrunde zum Einsatz. Im zweiten Spiel der ersten Qualifikationsrunde beim 12:0-Sieg über die U17-Nationalmannschaft Georgiens am 17. Oktober 2011, gelangen ihr gar zwei Tore in einem Spiel.
Für die vom 19. bis zum 23. August 2013 in Wales und für die vom 15. bis 27. Juli 2014 in Norwegen vorgesehenen und altersbedingten Europameisterschaften kam sie zunächst in drei Spielen der ersten, danach in jeweils drei Spielen der ersten und zweiten Qualifikationsrunde zum Einsatz, in denen ihr zwei Tore gelangen.
Für die A-Nationalmannschaft bestritt sie 48 Länderspiele und trat das erste Mal im September 2014 in Erscheinung; in Toruń und Włocławek wurde sie in den letzten beiden Spielen der WM-Qualifikationsgruppe 4 beim 4:0- und 3:1-Sieg über die Nationalmannschaften Nordirlands und Bosnien-Herzegowinas berücksichtigt. Ihr erstes A-Länderspieltor erzielte sie am 22. November 2014 in Sosnowiec bei der 1:4-Niederlage im Freundschaftsspiel gegen die Nationalmannschaft Belgiens mit dem Treffer zur 1:0-Führung ihrer Mannschaft in der 36. Minute.
Mit der Mannschaft nahm sie u. a. am Turnier um den Istrien-Cup 2015 auf der kroatischen Halbinsel Istrien teil und wirkte (zumindest) im zweiten Spiel der Gruppe B in der torlosen Begegnung mit der Nationalmannschaft Kroatiens am 6. März in Buje eine Halbzeit lang, bevor sie für Ewa Pajor ausgewechselt wurde. Sie wurde im zweiten und vierten bis siebten Spiel der EM-Qualifikationsgruppe 4 eingesetzt, wie auch nach dem zweiten EM-Qualifikationsspiel in zwei am 19. und 21. Januar 2016 ausgetragenen Freundschaftsspielen  gegen die Nationalmannschaft Portugals (0:1 in Fátima, 1:0 in Marinha Grande). Weiterhin wurde sie in vier Spielen im Turnier um den Zypern-Cup 2016 berücksichtigt, der im Finale mit der 1:2-Niederlage gegen die Nationalmannschaft Österreichs, dieser überlassen werden musste. Am 23. Oktober 2017 griff sie beim 3:0-Sieg im Freundschaftsspiel gegen die Nationalmannschaft Griechenlands mit Einwechslung für Katarzyna Daleszczyk in der 65. Minute ins Spielgeschehen ein und erzielte neun Minuten später das Tor zum Endstand. Ein weiteres in Freundschaft ausgetragenes Länderspiel fand am  8. Oktober 2019 in Kielce statt und endete mit der 1:3-Niederlage gegen die Nationalmannschaft Brasiliens. Erst am 13. April und am 14. Juni 2021 bestritt sie erneut zwei Freundschaftsspiele (2:4 vs. Schweden in Łódź, 5:0 vs. Tschechien in Cartagena), bevor sie im zweiten bis achten und zehnten Spiel der WM-Qualifikationsgruppe F mitwirkte. Zwischendurch kam sie am 19. Februar 2022 in einem von zwei Platzierungsspielen (1:2 vs. Ungarn in La Manga del Mar Menor) im Turnier um den Pinatar Cup zum Einsatz. Zuletzt wurde sie am 6. und 9. Oktober 2022 in zwei Freundschaftsspielen berücksichtigt (4:0 vs. Marokko in Sevilla, 2:2 vs. Argentinien in El Palmar).

## Erfolge
Nationalmannschaft
- Zypern-Cup-Finalist 2016
- Istrien-Cup-Sieger 2015 (ohne Finaleinsatz)

Czarni Sosnowiec
- Polnischer Meister 2021
- Polnischer Pokal-Sieger 2021, 2022

Medyk Konin
- Zweiter Meisterschaft 2019, 2020
- Polnischer Pokal-Sieger 2019